# Brachiopsilus
Brachiopsilus is een geslacht van straalvinnige vissen uit de familie van de voelsprietvissen (Brachionichthyidae).

## Soorten
- Brachiopsilus dianthus Last & Gledhill, 2009
- Brachiopsilus dossenus Last & Gledhill, 2009
- Brachiopsilus ziebelli Last & Gledhill, 2009